# Vladas Mironas
Vladas Mironas (22 de junho de 1880 em Kuodiškės - 18 de fevereiro de 1953 em Vladimir) foi um padre, político e mais tarde primeiro-ministro da Lituânia. Em 1905, Mironas participou na Grande Seimas de Vilnius, e em 1917 na Conferência de Vilnius. Ele foi eleito para o Conselho da Lituânia e se tornou seu segundo vice-presidente. Mais tarde deixou a política e trabalhou como padre. Morreu numa prisão soviética, vítima da repressão estalinista.